# Phyllachora baumii
Phyllachora baumii är en svampart som beskrevs av Henn. 1903. Phyllachora baumii ingår i släktet Phyllachora och familjen Phyllachoraceae.   Inga underarter finns listade i Catalogue of Life.